# Cambridge Spies
Cambridge Spies est une mini-série britannique en quatre épisodes de 60 minutes réalisée par Tim Fywell sur un scénario de Peter Moffatt, diffusée du 9 au 30 mai 2003 sur BBC One.
En France, la série a été diffusée en 2004 sur CinéCinéma Auteur et Pink TV.

## Synopsis
La série évoque l'histoire de quatre espions des Cinq de Cambridge.

## Distribution
- Tom Hollander : Guy Burgess
- Toby Stephens : Kim Philby
- Samuel West : Anthony Blunt
- Rupert Penry-Jones : Donald Maclean
- Lisa Dillon (en) : Litzi Friedman, première femme de Kim Philby
- Patrick Kennedy : Julian Bell
- Julian Firth (en) : Edward VIII
- Anthony Andrews : George VI
- Angus Wright : Guy Liddell (en)
- Alastair Galbraith : Cairncross
- John Light : James Angleton
- Ronald Pickup : Colonel Winter
- Anna-Louise Plowman : Melinda, femme de Donald Maclean
- David Savile : Father May
- James Fox Lord Halifax
- Garrick Hagon : Klaus Fuchs
- Simon Woods : Charlie Givens
- Benedict Cumberbatch : Edward Hand
- Imelda Staunton : Elizabeth Bowes-Lyon